# Máquina de corrente contínua

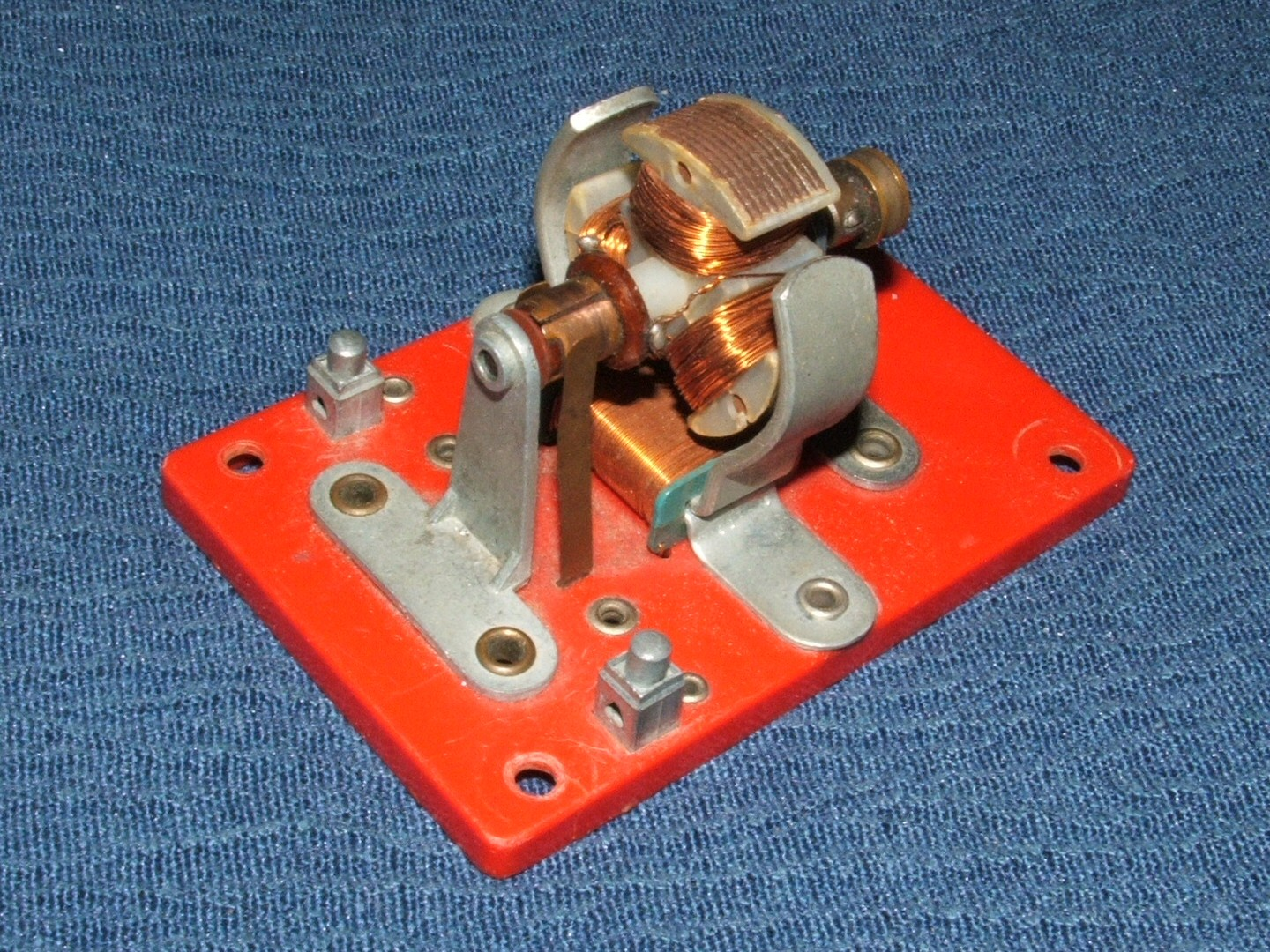
Pequeno motor elétrico (demonstração)

Máquina de corrente contínua é uma máquina capaz de converter energia mecânica em energia elétrica (gerador) ou energia elétrica em mecânica (motor), com uma corrente de entrada ou saída na forma contínua.
A energia elétrica utilizada hoje em dia na distribuição e transporte da mesma é a corrente alternada, porém os motores de corrente contínua têm tradicionalmente grandes aplicações nas indústrias sendo que, são eles que permitem variação de velocidade como de uma esteira ou de um comboio por exemplo. Atualmente componentes eletrônicos de tensão alternada já são capazes de controlar a velocidade do motor assíncrono facilmente e pelo seu menor custo e recursos de aplicação estão substituindo os motores de corrente contínua na maior parte das aplicações.

## Constituição
É constituída por:

### Rotor
Parte girante, montada sobre o eixo da máquina, construído de um material ferromagnético envolto em um enrolamento chamado de enrolamento de armadura e o anel comutador. Este enrolamento suporta uma alta corrente em comparação ao enrolamento de campo e é o circuito responsável por transportar a energia proveniente da fonte de energia.

### Anel comutador
Responsável por realizar a inversão adequada do sentido das correntes que circulam no enrolamento de armadura, constituído de um anel de material condutor, segmentado por um material isolante de forma a fechar o circuito entre cada uma das bobinas do enrolamento de armadura e as escovas no momento adequado. O anel é montado junto ao eixo da máquina e gira junto com a mesma. O movimento de rotação do eixo produz a comutação entre os circuitos dos enrolamentos.

### Estator
Parte estática da máquina, montada em volta do rotor, de forma que o mesmo possa girar internamente. Também é constituído de material ferromagnético, envolto em um enrolamento de baixa potência chamado de enrolamento de campo que tem a função apenas de produzir um campo magnético fixo para interagir com o campo da armadura. Em algumas máquinas comercializadas no mercado é possível encontrar enrolamentos de compensação que tem como função compensar o efeito desmagnetizante da reação de armadura e enrolamentos de comutação que tem como função diminuir o faiscamento no anel comutador.

### Escovas
Peças de grafite responsáveis por conduzir a energia para o circuito do rotor.

## Princípio de Funcionamento

### Operando como gerador de corrente contínua;
Quando se trata de um gerador, a energia mecânica é tirada pela aplicação de um torque e da rotação do eixo da máquina. Uma fonte de energia mecânica pode ser, por exemplo, uma turbina hidráulica, uma turbina eólica, etc. 
A fonte de energia mecânica tem o papel de produzir o movimento relativo entre os condutores elétricos dos enrolamentos de armadura e o campo magnético produzido pelo enrolamento de campo e desse modo, provocar uma variação temporal da intensidade do mesmo, e assim pela lei de Faraday induzir uma tensão entre os terminais do condutor.
Desta forma, a energia mecânica fornecida ao eixo, é armazenada no campo magnético da máquina para ser transmitida para alimentar alguma carga conectada à máquina.

### Operando como motor de corrente contínua
Como o corpo do estator é constituído de materiais ferromagnéticos, ao aplicarmos tensão nos terminais do enrolamento de campo da máquina temos uma intensificação do campos magnéticos no mesmo e, portanto, a produção de pólos magnéticos (Norte e Sul) espalhados por toda a extensão do estator.

A orientação desse campo, ou seja, a posição do pólo norte e sul permanece fixa, simultaneamente temos uma tensão elétrica aplicada no enrolamento de campo no estator, assim, ao termos a interação entre os campos magnéticos da armadura no rotor e do campo no estator, os mesmos tentarão se alinhar, ou seja, o pólo norte de um dos campos tentará se aproximar do pólo sul do outro.

Assim, ao girar o anel comutador muda a posição dos pólos magnéticos norte e sul do campo da armadura e como o campo produzido pelo enrolamento de campo no estator fica fixo, temos novamente a produção do binário de forças que mantém a mudança dos pólos e conseqüentemente o movimento do eixo da máquina.

## Classificação das máquinas de corrente contínua segundo a maneira como se alimenta a máquina
Excitação independente ou separada
Nesta configuração o circuito de excitação da máquina é alimentado por uma fonte adicional independente ou separada da fonte de corrente contínua que alimenta a armadura. Em geral o enrolamento de campo que produz a excitação é constituído de condutores que não suportam grandes correntes, pois a excitação em geral utiliza correntes baixas para produzir o campo magnético em comparação com as correntes que circulam no enrolamento de armadura.
Excitação série
O circuito do enrolamento de campo que produz a excitação está em série com o circuito de armadura, sendo assim necessário apenas uma fonte para alimentar o circuito de campo e da armadura. Como neste caso a corrente que circula no enrolamento de campo que produz a excitação é a mesma corrente que circula no enrolamento da armadura, é necessário um enrolamento próprio para o circuito de excitação, capaz de suportar correntes relativamente altas da armadura.
Excitação shunt ou em derivação (paralelo)
O circuito do enrolamento de campo que produz a excitação está em paralelo ou em derivação com o circuito de armadura. Nesta configuração, é necessário apenas uma fonte de corrente contínua para alimentar o circuito de armadura e de campo, pois ambos os circuitos estão em paralelo. Como o enrolamento de campo está em paralelo ou em derivação com o circuito de armadura, é possível utilizar o mesmo tipo de condutor do caso de excitação independente.
Excitação Composta
Com dois enrolamentos de excitação, um em série e outro em derivação, podendo existir o esquema de ligação longo ou curto e composto aditivo ou subtrativo. Neste esquema de ligação utiliza-se uma combinação da excitação série e shunt, de forma a aproveitar os benefícios de ambas as ligações. Em muitas aplicações o enrolamento série é utilizado para compensar o efeito desmagnetizante da reação de armadura.